# 雨降小僧

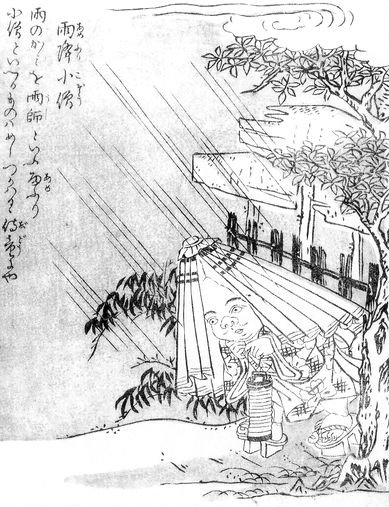
江戶時代畫家鳥山石燕於《今昔畫圖續百鬼》所繪的雨降小僧

雨降小僧（日语：／ Amefurikozō）是日本流傳的妖怪之一。

## 概述
頭上戴著破雨傘當斗笠，手提一盞燈籠，在雨夜裡出沒的兒童妖怪。小僧是雨神的侍童，會協助雨神降下甘霖，為苦於久旱的農民解除困境。常穿著印有梅花圖案的和服出現。在今市子漫畫《百鬼夜行抄》裡，也有取材自雨降小僧的故事，渾身被雨水浸透的模樣令人印象深刻。
算是少數對人類很和善的妖怪。但如果以惡作劇的心態搶奪雨降小僧的雨傘並戴在頭上。很有可能終身都拿不下戴在頭上的雨傘。

## 參看
- 雨降小僧 (漫画)（日语：雨降り小僧）手塚治虫的少年漫画，并有原作改编OVA。在『月刊少年Jump』（集英社）1975年9月号连载的单篇作品。[1]
- 日本妖怪列表